# Novi Honceari, Putîvl
Novi Honceari (în ucraineană Нові Гончарі) este un sat în comuna Kneazivka din raionul Putîvl, regiunea Sumî, Ucraina.

## Demografie
Componența lingvistică a localității Novi Honceari
     Rusă (81,25%)
     Ucraineană (18,75%)
Conform recensământului din 2001, majoritatea populației localității Novi Honceari era vorbitoare de rusă (81,25%), existând în minoritate și vorbitori de ucraineană (18,75%).